# Songu
Songu ist ein Verwaltungsbezirk (Ward) des Distrikts Siha in der tansanischen Region Kilimandscharo.

## Geografie
Songu liegt im Nordosten von Tansania. Der Bezirk grenzt im Norden an Sanya Juu, im Nordosten an Nasai, im Osten an Kirua, im Südosten an Masama Kusini, im Süden an Donyomurwak, im Westen an Makiwaru und im Nordwesten an Biriri. Bei der Volkszählung 2022 lebten 2644 Menschen in 652 Haushalten auf einer Fläche von 16,2 Quadratkilometern.

## Gliederung
Der Bezirk besteht aus einer Gemeinden (Mtaa) mit zwei Orten (Kitongoji):
| Ngumbaru - Ngumbaru - Nkyeku |

## Wirtschaft und Infrastruktur
- Bildung: Im Bezirk gibt es keine weiterführende Schule.[7]